# Coelinidea vidua
Coelinidea vidua är en stekelart som först beskrevs av Curtis 1829.  Coelinidea vidua ingår i släktet Coelinidea och familjen bracksteklar. Arten är reproducerande i Sverige. Inga underarter finns listade i Catalogue of Life.